# Wiazowskij
Wiazowskij (ros. Вязовский) – wieś (dieriewnia) w Rosji, w Baszkortostanie, w rejonie birskim. W 2010 liczyła 144 mieszkańców.